# 8-я отдельная армия ПВО
8-я отдельная армия ПВО (8 ОА ПВО) — оперативное объединение войск противовоздушной обороны СССР.

## История организационного строительства
Армия берёт своё начало от сформированного 24 ноября 1941 года Воронежско-Борисоглебского дивизионного района противовоздушной обороны:
- Воронежско-Борисоглебский дивизионный район ПВО[1];
- Воронежский корпусной район ПВО[2];
- Курский корпусной район ПВО[3];
- Киевский корпусной район ПВО[4];
- 7-й корпус ПВО[5];
- 41-я дивизия ПВО;
- 41-я зенитная артиллерийская дивизия ПВО[6];
- Киевский район ПВО[7];
- Киевская армия ПВО[8];
- 8-я отдельная армия ПВО[9];
- войсковая часть 25342

## Формирование армии
8-я отдельная армия ПВО сформирована в марте 1960 года на базе Киевской армии ПВО на основании Директивы Главного штаба Войск ПВО № ому/1/454690 от 24.03.1960 г.

## Расформирование армии
В связи с распадом СССР 8-я отдельная армия ПВО 1 июня 1992 года была передана под юрисдикцию Украины.

## Боевой состав армии
1960 год
- Львовский корпус ПВО (сформирован в 22 сентября 1954 г., переформирован: 28-й корпус ПВО[укр.] с 01.05.1960 г.);
- Одесский корпус ПВО (сформирован в июле 1954 г., переформирован: 21-я дивизия ПВО с 01.05.1960 г.);
- Днепропетровская дивизия ПВО (сформирована 30 января 1960 г., 11-я дивизия ПВО с 01.04.1960 г.);
- Васильковская дивизия ПВО (сформирована 1 марта 1960 г., 19-я дивизия ПВО с 24.03.1960 г.);
- Крымская дивизия ПВО (сформирована 1 января 1957 г., 1-я дивизия ПВО с 01.04.1960 г.);
- Харьковская дивизия ПВО (сформирована 15 июня 1959 г., 9-я дивизия ПВО с 06.04.1960 г.).

В 1960 — 1961 годы в соединения и части армии поступает массово ЗРК С-75, в состав армии передаются части сухопутных войск и авиационные полки, которые преобразуются в зенитные ракетные полки. Истребительные авиационные полки оснащаются истребителями-перехватчиками МиГ-17пф, Як-25п и Су-9. Приграничные части и подразделения РТВ оснащаются средствами автоматизации «Воздух-1П».
1962 год
- 133-й командный центр (Киев);
- 28-й корпус ПВО[укр.] (Львов);
- 1-я дивизия ПВО (Севастополь);
- 9-я дивизия ПВО (Харьков);
- 11-я дивизия ПВО (Днепропетровск);
- 19-я дивизия ПВО (Васильков);
- 21-я дивизия ПВО (Одесса).

1969 год
Начиная с 1969 года в армию начинается поступление ЗРК дальнего действия С-200.
1970 год
- 133-й командный пункт (Киев);
- 28-й корпус ПВО[укр.] (Львов);
- 1-я дивизия ПВО (Севастополь);
- 9-я дивизия ПВО (Харьков);
- 11-я дивизия ПВО (Днепропетровск);
- 19-я дивизия ПВО (Васильков);
- 21-я дивизия ПВО (Одесса).

### 1980 год
Переданы в состав военных округов:
- в Одесский военный округ:
  - 1-я Краснознамённая дивизия ПВО (Управление дивизии, 174, 206 зрбр, 1014 гв. зрп, 3117 пртб, 16 ртбр[укр.], 62 иап, 97 обато, 1186 одсрпс, 227 УС, 358 обРЭБ);
  - 21-я дивизия ПВО (Управление дивизии, 160, 208, 211, 275 зрбр, 2653 пртб, 14 ртбр[укр.], 90-й иап, 154-й обато, 263 орсрпс, 167 УС) — в полном составе.
- в Прикарпатский военный округ[10]:
  - 894-й иап, 133 ртб, 149 обато, 392 орс.

Принят из Бакинского округа ПВО:
- 12 корпус ПВО в составе:
  - Управление корпуса (г. Ростов-на-Дону)
  - 54-я зрбр (г. Волгоград)
  - 73-я зрбр (г. Ростов-на-Дону)
  - 879-й зрп (г. Туапсе)
  - 1244-й зрп (г. Волгодонск)
  - 3349-й пртб (г. Новороссийск)
  - 3355-й пртб (г. Волгоград)
  - 3348 пртб (г. Нальчик)
  - 64-й ртп (пос. Ново-Лесной, Астраханская обл.)
  - 77-й ртп (г. Волгоград)
  - 93-й ртп (г. Грозный)
  - 83-й гв. иап, 13-й обато, 1124-й одсрпс (г. Ростов-на-Дону)
  - 393-й гв. иап, 421-й атб, 1305-й одсрпс (пгт. Приволжский, Астраханская обл.)
  - 562-й иап, 18-й обато, 1158-й одсрпс (г. Крымск)
  - 138-й УС (г. Ростов-на-Дону)
  - 2632-й авиационный склад РВ
  - 27-я СВАРМ.

1985 год
Сформирована группа зрдн С-300 и включена в состав 96-й зрбр, одновременно расформировано часть зрдн С-75 и С-125. Прошло переформирование некоторых ртб в ртц.
1986 год
Принято в состав 8-й ОА ПВО из состава войск Одесского военного округа:
- 1-я дивизия ПВО (г. Севастополь)
- 21-я дивизия ПВО (г. Одесса) с частями обеспечения
- 62-й иап (Бельбек включён в состав 1-й дивизии ПВО.

Во вновь сформированную 19-ю отдельную армию ПВО передан:
- 12-й корпус ПВО.

9-я дивизия ПВО и 11-я дивизия ПВО 15 марта 1986 года объединены в 49-й корпус ПВО . Продолжается оснащение комплексами С-300 частей армии (148, 174-я зрбр, 138-й зрп).
1988 год
49-й корпус ПВО 1 июля 1988 года переформирован в 11-ю дивизию ПВО . Управление 79-го ртп в управление 164-й ртбр (в/ч 44343). В состав включены подразделения 50-го и 79-го ртп. Переподчинены из 11-й дивизии ПВО в состав 1-й дивизии ПВО: 738-й иап и 100-я зрбр.
1989 год
Переформированы и переподчинены к 15 июня 1989 года:
- Управления 1-й дивизии ПВО и 21-й дивизии ПВО — в управление 60-го корпуса ПВО[укр.][11] (в/ч 03119). Управление корпуса дислоцировано в г. Одессе на фондах управления 21-й дивизии ПВО.
- Войска 1-й и 21-й дивизий ПВО включены в состав 60-го корпуса ПВО (100, 160, 174[укр.], 206, 208, 275 зрбр, 1014, 1170-й зрп, 902-й кадр. зрп, 62 и 738-й иап, 97, 130-й обато, 1186-й обс рто, 249-я орс рто, 1200 ЦБУ авиацией, 265, 259, 260, 348, 822, 816, 492, 963, 1315 ПН ИА, 398 оррр, 14, 16 ртбр[укр.], 358-й обРЭБ, 1122-й КП, 167-й УС).
- Управления 11-й дивизии ПВО и 19-й дивизии ПВО — в управление 49-го корпуса ПВО[укр.][11]  (в/ч 21941). Управление корпуса дислоцировано в г. Днепропетровске на фондах 11-й дивизии ПВО.
- Войска 11-й и 19-й дивизий ПВО включены в состав 49-го корпуса ПВО[11] (96, 148, 212-я зрбр, 138[укр.], 276, 317, 392, 508, 613-й зрп; 146, 636, 933-й иап; 114, 135, 143-й обато, 1196, 1199, 1204-й обс рто, 262, 263, 264, 266, 267, 530, 814 ПН ИА, 2204-й обРЭБ, 138, 164-я ртбр, 1098-й КП, 95-й УС).
- 1 октября 1989 года из состава 12-й ОА ПВО (г. Аягуз) прибыл 737-й иап (в/ч 36853) на аэр. Червоноглинское и включён в состав 60-го корпуса ПВО.
- Расформированы:
  - 209-й отд. учебный полк связи, в/ч 32384,
  - 13-я военная авиационная школа механиков, в/ч 78436.
  - 18-я школа младших специалистов автомобильной службы, в/ч 27895 передана в состав частей центрального подчинения.
  - 857-й отдельный учебный зрп переформирован в 497-ю учебную бригаду ПВО, в/ч 15122 (Евпатория).
  - в 1-й дивизии — 222-й УС, в/ч 03121; 1096 КП 1дПВО;
  - в 19-й дивизии ПВО — 107-й УС, в/ч 03407, 1113 КП 19 дивизии ПВО.
- Сформированы:
  - 4803-я база снабжения и хранения зенитного ракетного вооружения, в/ч 11257;
  - 4825-я база материально-технического снабжения, в/ч 11451, включена в состав 60-го корпуса ПВО.
  - 4843-я база материально-технического снабжения, в/ч 11662, включена в состав 49-го корпуса ПВО, с. Долинская.

1990 год
Боевой состав на год:
- 133-й командный центр (Киев)
- 855-й центр обработки информации (Киев)
- 49-й корпус ПВО (Днепропетровск)
- 60-й корпус ПВО (Одесса)

Изменения в составе:
- Передислоцировано управление 138-го зрп[укр.] (в/ч 96402) из г. Днепропетровска в г. Днепродзержинск.
- к 20 декабря исключён из состава армии и передислоцированы в г. Приозерск 738-й иап, 130-й обато, 249-я орсрто и включены в состав 37-го корпуса ПВО 12-й ОА ПВО.

1992 год
- К 15 февраля принят в состав 8-й ОА ПВО 28-й корпус ПВО с частями обеспечения.
- Переданы в состав вооружённых сил Республики Молдова:
  - 275-я гв. зрбр (управление, группа зрдн С-200, 3 зрдн С-75, 2 зрдн С-125, 2 зрдн С-125 кадр., тдн-200, тдн-75, тдн-125); 4 подразделения РТВ из состава 14-й ртбр[укр.] (707-я рлр (Кагул), 206-й ртб (Зайканы), 683-я орлр (Липканы), 705-я орлр (Маркулешты), 740-й ртб (Дурлешты), 499-я орлр (Леово), 701-я орлр (Карнешты), 706-я орлр (Каушаны)).
- Приняты из состава 4-й иад 14-й ВА и включены в состав 28-го корпуса ПВО:
  - 92-й иап (г. Мукачево), 5429-й атб, 1158-й центр руководства полётами.
- Приняты 137-я зрбр (Гончаровское), 74-я ртбр (Фастов), БХВТ, 137-я учебная ртбр (г. Харьков), 141-й УЦ.

## Командующие армией
- генерал-полковник авиации Покрышкин Александр Иванович (1959 — 1968),
- генерал-полковник авиации Боровых Андрей Егорович (1968),
- генерал-полковник Лавриненков Владимир Дмитриевич (1969 — 1977),
- генерал-лейтенант Гончаров Леонид Михайлович (1978 — 1983),
- генерал-лейтенант авиации Прудников Виктор Алексеевич (1983 — 1989),
- генерал-лейтенант Лопатин Михаил Алексеевич (1989 — 1992). Указом Президента Украины от 27.05.1992 г. № 310/92 назначен командующим Войсками Противовоздушной обороны Украины

## Дислокация армии
- штаб армии - Киев;
- части и соединения - Киевская область, Одесская область, Николаевская область, Херсонская область, Днепропетровская область, Харьковская область, Львовская область, Крымский полуостров, Черновицкая область, Хмельницкая область.